# Zaglyptus
Zaglyptus (лат.) — род мелких перепончатокрылых наездников подсемейства Pimplinae (=Ephialtinae, триба Ephialtini) из семейства Ichneumonidae (Hymenoptera).

## Распространение
Встречаются повсеместно, во всех зоогеографических областях мира.

## Описание
Мелкого и среднего размера перепончатокрылые насекомые. Длина переднего крыла около 1 см. Паразитирует на пауках, например на представителях семейств Eutichuridae, Clubionidae и Salticidae. Личинки наездника развиваются как в яйцевых коконах пауков, так и в парализованных взрослых пауках.

## Классификация
Включает 24 вида и 8 подвидов.
- Zaglyptus africana  Benoit, 1956
- Zaglyptus ankaratrus Seyrig, 1934
- Zaglyptus arizonicus Townes, 1960
- Zaglyptus chavesi Gauld, 1991
- Zaglyptus cortesi Porter, 1979
- Zaglyptus divaricatus Baltazar, 1961
- Zaglyptus facifidus Baltazar, 1961
- Zaglyptus formosus Cushman, 1933
- Zaglyptus glaber Gupta, 1961
- Zaglyptus glabrinotus (Girault, 1925)
- Zaglyptus grandis Gupta, 1961
- Zaglyptus hollowayi Gauld, 1984
- Zaglyptus indicus Gupta, 1961
- Zaglyptus iwatai (Uchida, 1936)
- Zaglyptus miarus Gupta, 1961
- Zaglyptus multicolor (Gravenhorst, 1829)
- Zaglyptus nigrolineatus Gupta, 1961
- Zaglyptus pictilis Townes, 1960
- Zaglyptus romeroae Gauld, 1991
- Zaglyptus rufus Hellen, 1949
- Zaglyptus semirufus Momoi, 1970
- Zaglyptus trituberculatus (Benoit, 1953)
- Zaglyptus varipes (Gravenhorst, 1829)
- Zaglyptus wuyiensis He, 1984